# کروسبیسور
کروسبیسور (نام علمی:Crosbysaurus ) نام یک سرده از رده خزندگان است.